# 桃園郡

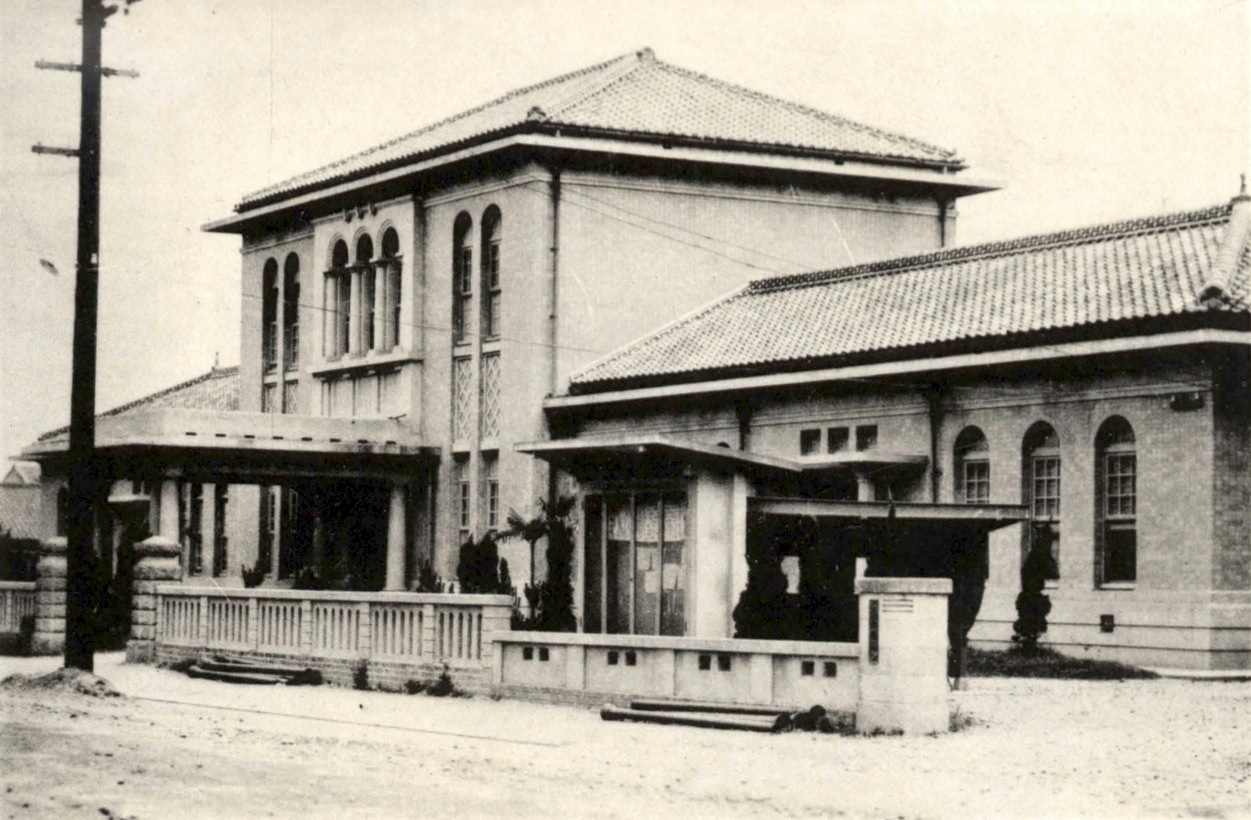
桃園郡役所

桃園郡為台灣日治時期的行政區劃之一。該郡隸屬新竹州。

## 簡介
桃園郡役所設於桃園街，所址為舊桃園縣政府（舊遠東百貨位置）。桃園郡管轄桃園街、蘆竹、大園、龜山、八塊。轄域即今桃園區、蘆竹區、大園區、龜山區、八德區等地，為北桃園的一部分。

## 教育

### 中等教育

#### 桃園街
- 新竹州立桃園農業學校（1938年）（今國立臺北科技大學附屬桃園農工高級中等學校）
- 新竹州立桃園家政女子學校（1941年）→新竹州立桃園農業實踐學校（1944年）（今桃園市立桃園高級中等學校）

### 初等教育

#### 桃園街
- 臺北國語傳習所桃仔園分教場（1897年）→桃仔園公學校（1898年）→桃園公學校（1905年）→桃園第一公學校（1934年）→武陵國民學校（1941年）（今桃園市桃園區桃園國民小學）
- 桃仔園小學校（1902年）→桃園尋常高等小學校（1905年）→桃園國民學校（1941年）（戰後廢校，原址今統領百貨桃園店）
- 桃園公學校埔子分教場（1923年）→埔子公學校（1928年）→星岡國民學校（1941年）（今桃園市桃園區中埔國民小學）
- 桃園第二公學校（1934年）→春日國民學校（1941年）（今桃園市桃園區東門國民小學）

#### 蘆竹
- 南崁公學校（1899年）→南崁國民學校（1941年）（今桃園市蘆竹區南崁國民小學）
- 新莊山腳公學校坑仔外分校（1918年）→南崁公學校坑子外分校（1920年）→坑子公學校（1921年）→坑子國民學校（1941年）（今桃園市蘆竹區外社國民小學）
- 南崁公學校蘆竹分教場（1921年）→蘆竹公學校（1928年）→蘆竹國民學校（1941年）（今桃園市蘆竹區大竹國民小學）
- 坑子公學校海湖分教場（1939年）→坑子國民學校海湖分教場（1941年）（今桃園市蘆竹區海湖國民小學）

#### 大園
- 南崁公學校大坵園分校（1904年）→大坵園公學校（1921年）→大園公學校（1921年）→大園國民學校（1941年）（今桃園市大園區大園國民小學）
- 大園公學校竹圍分離教室（1921年）→大園公學校竹圍分教場（1922年）→竹圍公學校（1928年）→竹圍國民學校（1941年）（今桃園市大園區竹圍國民小學）
- 大園公學校埔心分教場（1941年）→大原國民學校（1943年）（今桃園市大園區埔心國民小學）

#### 龜山
- 龜崙口公學校（1918年）→龜山公學校（1921年）→龜山國民學校（1941年）（今桃園市龜山區龜山國民小學）
- 龜山公學校坪頂分教場（1923年）→坪頂公學校（1928年）→坪頂國民學校（1941年）（今桃園市龜山區大崗國民小學）
- 坪頂國民學校南崁頂分教場（1942年）（今桃園市龜山區大坑國民小學）
- 龜山國民學校塔寮坑分教場（1943年）（今桃園市龜山區龍壽國民小學）

#### 八塊
- 仁和公學校（1899年）→八塊厝公學校（1905年）→八塊公學校（1921年）→八塊國民學校（1941年）（今桃園市八德區八德國民小學）
- 八塊公校大湳分教場（1923年）→大湳公學校（1928年）→大湳國民學校（1941年）（今桃園市八德區大成國民小學）

## 人口統計
| 街名   | 面積 (km²) | 人口 (人) | 人口 (人) | 人口 (人) | 人口 (人) | 人口 (人) | 人口 (人) | 人口密度 (人/km²) |
| 街名   | 面積 (km²) | 本籍      | 本籍      | 本籍      | 國籍      | 國籍      | 計        | 人口密度 (人/km²) |
| 街名   | 面積 (km²) | 臺灣      | 內地      | 朝鮮      | 中華民國  | 其他外國  | 計        | 人口密度 (人/km²) |
| ------ | ---------- | --------- | --------- | --------- | --------- | --------- | --------- | ----------------- |
| 桃園街 | 34.8046    | 31,273    | 1,296     | 10        | 153       | 0         | 32,732    | 940               |
| 蘆竹庄 | 75.5025    | 18,963    | 87        | 0         | 2         | 0         | 19,052    | 252               |
| 大園庄 | 87.3925    | 22,562    | 75        | 0         | 23        | 0         | 22,660    | 259               |
| 龜山庄 | 71.9397    | 17,567    | 56        | 0         | 6         | 0         | 17,629    | 245               |
| 八塊庄 | 33.7111    | 11,031    | 56        | 0         | 24        | 0         | 11,111    | 330               |
| 桃園郡 | 303.3504   | 101,396   | 1,570     | 10        | 208       | 0         | 103,184   | 340               |

### 族群分佈
1926年的普查統計中，105,600人籍貫為福建、91,500 人為廣東。（以移民時清朝及明朝的區域劃分福建省及廣東省。）
| 省份 / 居民（千人） | 福建 105.6   | 福建 105.6   | 福建 105.6   | 福建 105.6                            | 福建 105.6   | 福建 105.6                      | 福建 105.6   | 福建 105.6         | 福建 105.6         | 廣東 91.5                             | 廣東 91.5          | 廣東 91.5                       | 其他 5.9 |
| ------------------- | ------------ | ------------ | ------------ | ------------------------------------- | ------------ | ------------------------------- | ------------ | ------------------ | ------------------ | ------------------------------------- | ------------------ | ------------------------------- | -------- |
| 州府 / 居民（千人） | 泉州 9       | 泉州 9       | 泉州 9       | 漳州 91.2                             | 汀州 3.1     | 龍巖 1.9                        | 福州 0.1     | 興化 0.1           | 永春 0.2           | 潮州 10                               | 嘉應 43.1          | 惠州 38.4                       | 其他 5.9 |
| 地區 / 居民（千人） | 安溪 2.8     | 同安 3.1     | 三邑 3.1     | 漳州 91.2                             | 汀州 3.1     | 龍巖 1.9                        | 福州 0.1     | 興化 0.1           | 永春 0.2           | 潮州 10                               | 嘉應 43.1          | 惠州 38.4                       | 其他 5.9 |
| 語言 【方言】       | 閩南【泉州】 | 閩南【泉州】 | 閩南【泉州】 | 客家【南靖、平和、诏安】 閩南【漳州】 | 客家【汀州】 | 客家【汀州】 閩南【龍巖、漳平】 | 閩東【福州】 | 興化【莆田、仙遊】 | 閩南【泉州、大田】 | 客家【豐順、饒平、大埔】 閩南【潮州】 | 客家【四縣、長樂】 | 客家【海陸】 閩南【潮州、漳州】 | 多種語言 |